# Édouard-Marcel Sandoz
Pour les articles homonymes, voir Sandoz (homonymie).
 (juin 2022).
Édouard Marcel Sandoz est un sculpteur figuriste et animalier et un peintre d'aquarelles suisse né le 21 mars 1881 à Bâle en Suisse et mort le  20 mars 1971 à Lausanne en Suisse.

## Biographie
Édouard Marcel Sandoz est né le 21 mars 1881 à Bâle en Suisse. Il est le fils d'Edouard Sandoz, le  fondateur de la firme chimique puis pharmaceutique Sandoz (aujourd'hui Novartis).
Il suit des études à l'École des beaux-arts de Paris auprès d'Antonin Mercié et de Jean-Antoine Injalbert.
Sandoz est surtout connu pour ses nombreuses boîtes, bouteilles, carafes, services à thé et café en porcelaine. Il travaille divers matériaux, le marbre, le bronze, la céramique. Son style doit beaucoup à l'Art nouveau. Il s'intéresse particulièrement à la sculpture animalière, notamment aux fennecs et aux lapins dont il a réalisé de nombreuses représentations[réf. nécessaire].
Il fonde la société française des animaliers en 1933. Son engagement au service de ses confrères artistes l'a amené à présider pendant près de vingt ans la Fondation Taylor, créée par Isidore Justin Séverin Taylor. Il crée l’Œuvre des enfants d'artistes et participe à la création de la Cité des arts à Paris.
Sandoz a été membre de l'Académie des beaux-arts de l'Institut de France.

## Œuvres
Entre autres :
- Le carrefour de la vie Dans le Jardin du Musée océanographique de Monaco ;
- La fontaine des singes, au parc du Denantou à Lausanne[1] ;
- Le Faune, au parc du Denantou à Lausanne[2],[3] ;
- La Première Chevauchée de Bacchus, 1960, à Entre Deux Ville à Vevey ;
- Jeunes filles jouant sur des hippocampes, 1967, au Jardin du Rivage à Vevey ;
- Le jardin bordant la façade ouest de l'usine Famar d'Orléans (Loiret, France), ancienne fabrique de produits chimique du groupe Sandoz, accueille trois sculptures en bronze de l'artiste représentant des ânes ;
- De 1915 à 1952 création de porcelaines pour Haviland à Limoges.

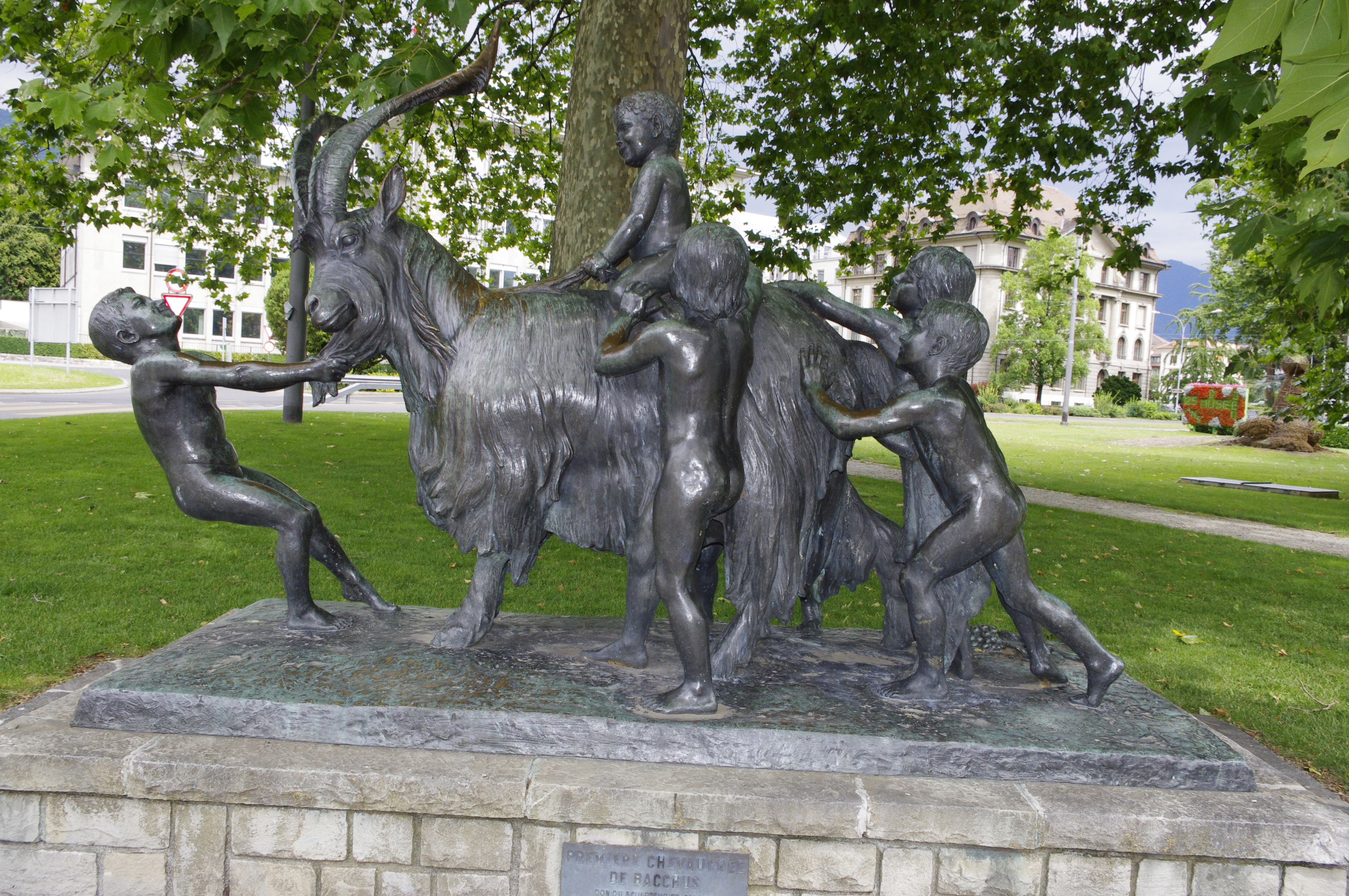
La Première Chevauchée de Bacchus à Vevey.
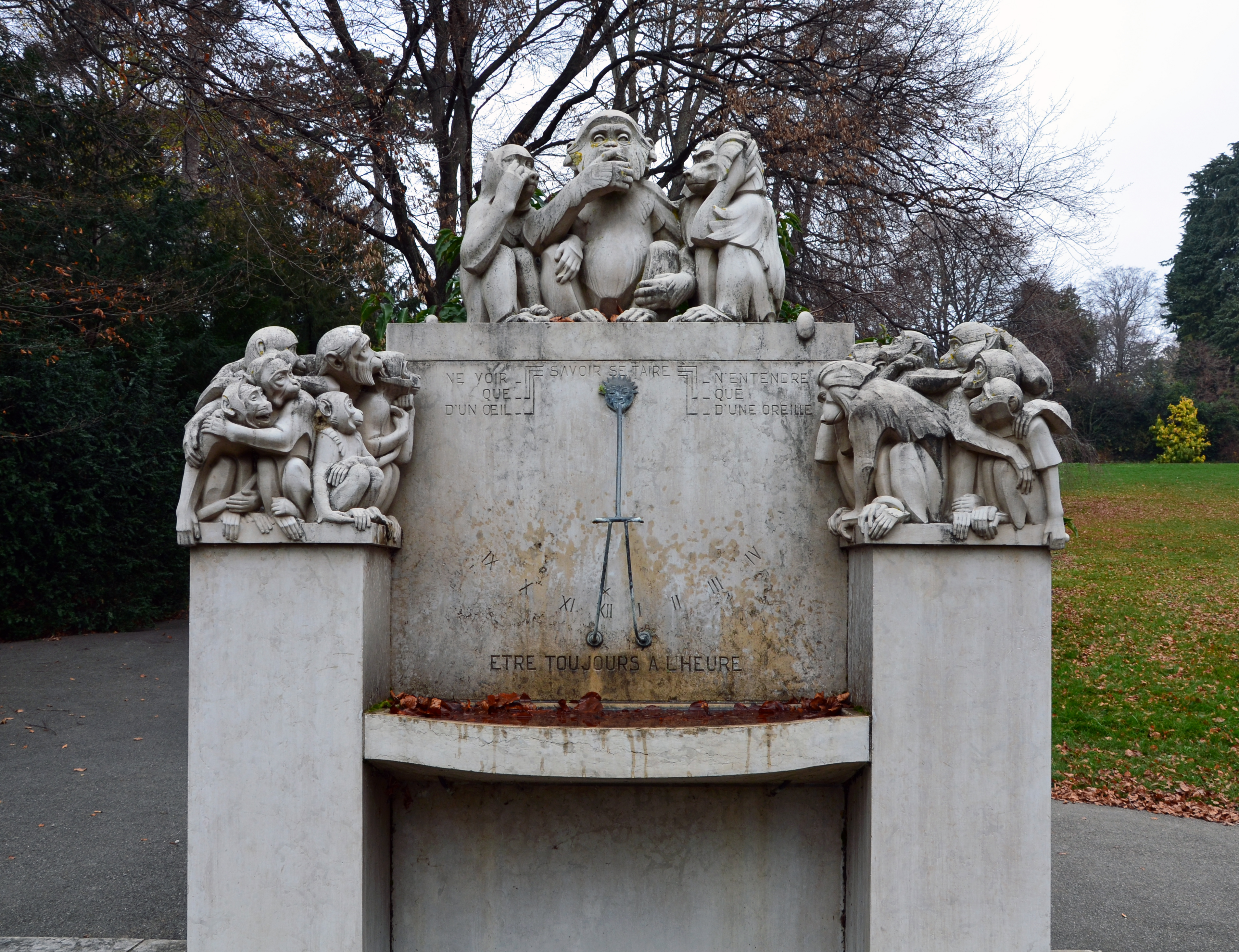
La Fontaine aux Singes, dans le parc du Denantou, à Lausanne.
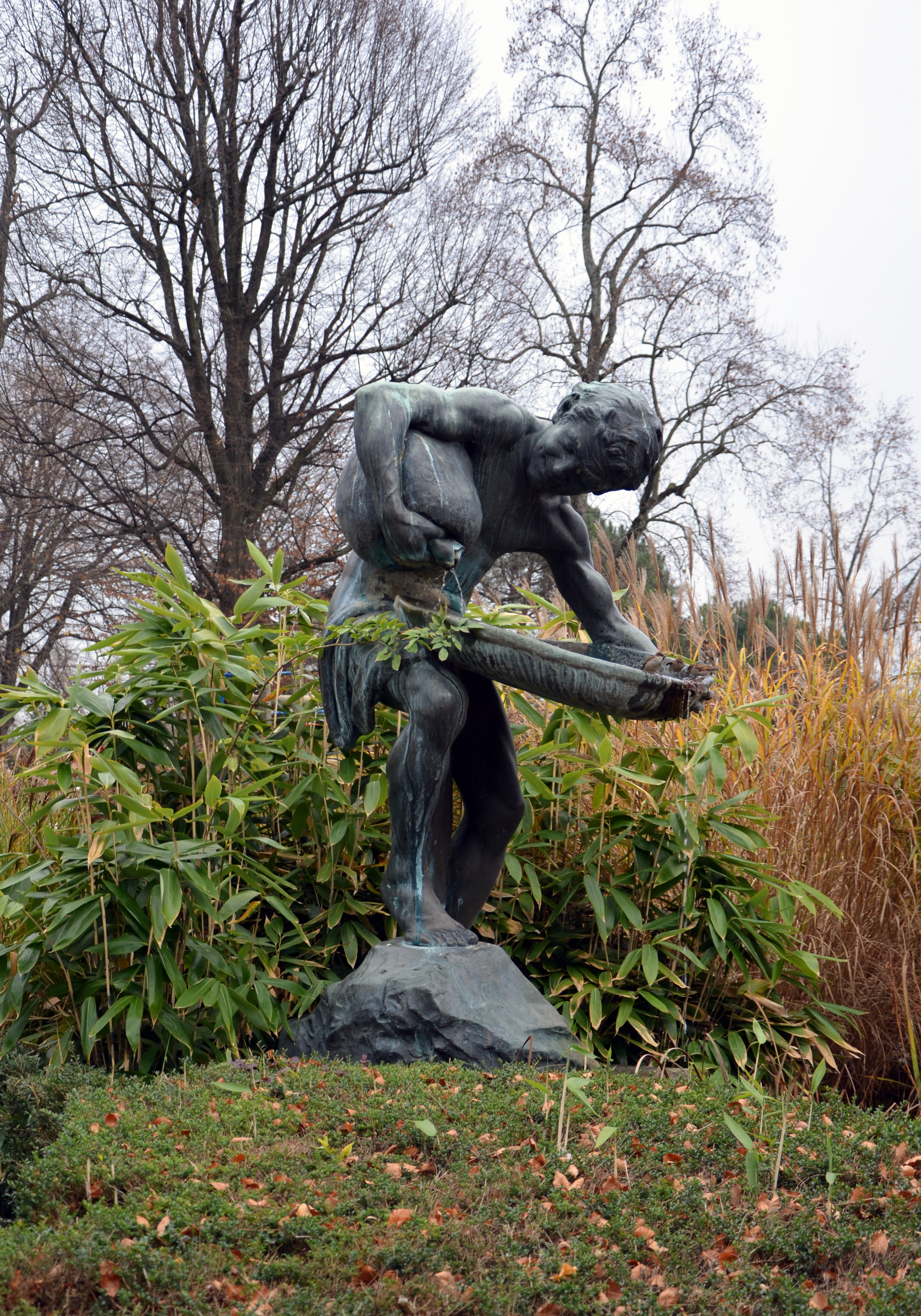
Le Faune, dans le parc du Denantou, à Lausanne.

## Devise
« En art, il faut tout aimer, la nature, la science, son prochain…. »

## Distinctions
- Commandeur de la Légion d'honneur
- Commandeur de l'ordre des Arts et des Lettres